# Авачинская Сопка
Ава́чинская Со́пка, Ава́чинская со́пка (Ава́ча), Авачинский, Авач-гора, Горелая сопка — действующий вулкан на Камчатке, в южной части Восточного хребта, к северу от Петропавловска-Камчатского, в междуречье рек Авачи и Налычева. Относится к вулканам типа Сомма-Везувий.

## Общие сведения
Высота 2741 м (по другим данным 2717 м), вершина конусообразная. Конус сложен базальтовыми и андезитовыми лавами, туфами и шлаком. Диаметр кратера — 400 м, имеются многочисленные фумаролы. В результате извержения, произошедшего в 1991 году, в кратере вулкана образовалась массивная лавовая пробка. В вершинной части вулкана (вместе с вулканом Козельский) расположено десять ледников на площади 10,2 км².
Нижние склоны вулкана покрыты лесами из кедрового стланика и каменной берёзы, в верхней части — ледники и снег. Ледник на северном склоне назван в честь дальневосточного исследователя В. К. Арсеньева.
У подножья вулкана расположена вулканологическая станция Института вулканологии Дальневосточного отделения РАН.
Первые исследование и описание вулкана выполнено С. П. Крашенинниковым в 1730-х годах.

## Топонимика
Название вулкана «Авачинская сопка» — по расположенной вблизи реке Авача, которая в свою очередь получила название предположительно от корякского и ительменского эвыч «чавыча».

## История формирования вулкана

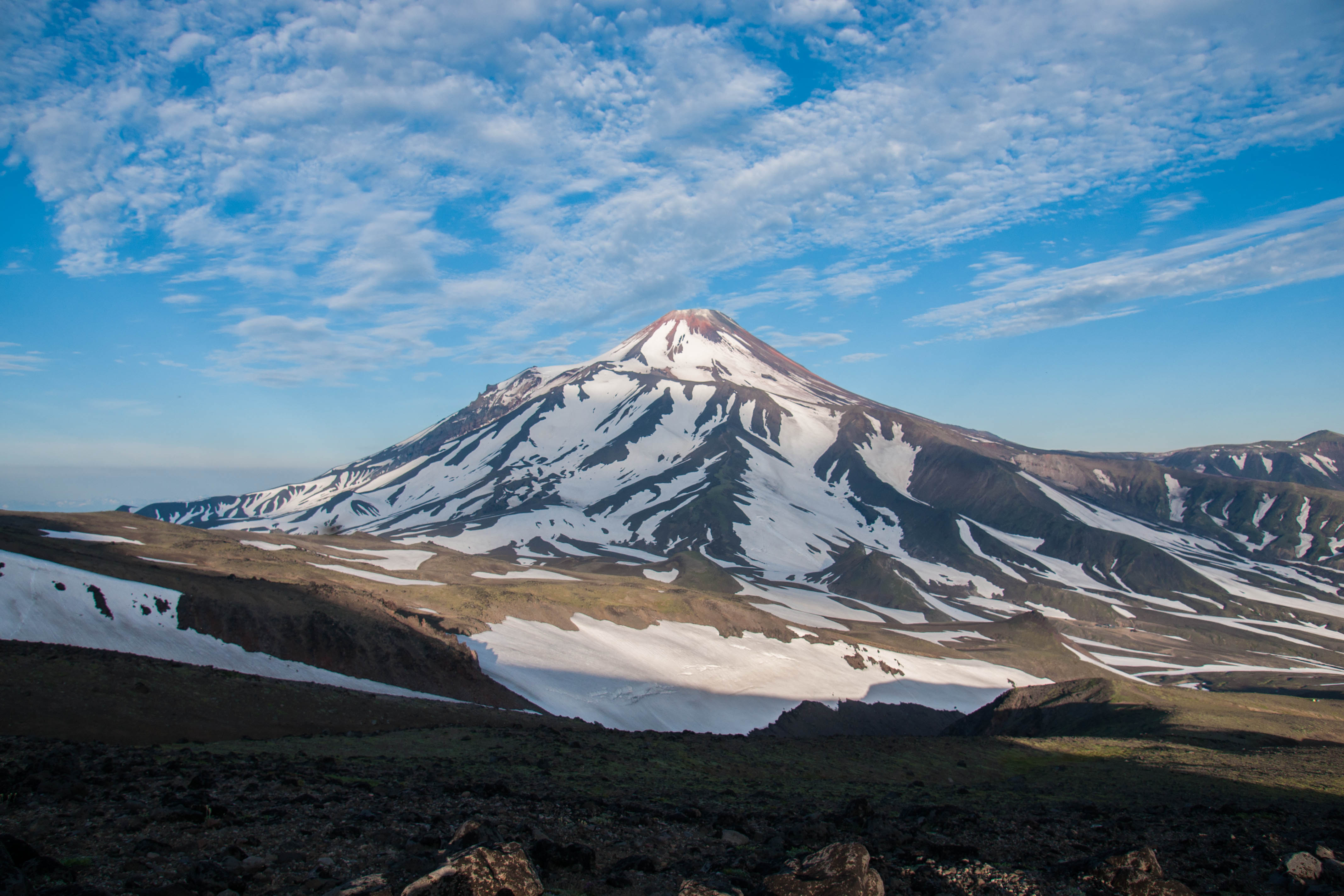
Вид на Авачинскую сопку с Корякского вулкана

Характерная форма вулкана вызвана катастрофическим извержением стратовулкана (Палео-Авача) высотой более 4500 м, произошедшим около 11 000 лет назад (поздний плейстоцен), с последующим наращиванием нового конуса (Кайно-Авача). Диаметр образовавшейся соммы вулкана составляет 20 километров, а её высота в разных местах достигает 2100—2300 метров. В результате мощного взрыва, произошедшего в среднем голоцене, в долину реки Авачи было выброшено 12 км³ породы, а с юго западной стороны образовались радиальные разломы соммы. Часть соммы, заключённая между образовавшимися разломами в дальнейшем опустилась на 400—500 метров — сейчас эта часть вулкана представлена горами Монастырь и Сарай. Конус вулкана начал расти около 5000 лет назад (в позднем голоцене). В настоящий момент относительная высота конуса составляет около 700 метров.

## История активности
Подтверждено 55 извержений вулкана, последнее произошло 5 октября 2001 года.

## Авачинский перевал
Седловина между Корякской и Авачинской сопкой. Здесь расположен памятник природы — экструзия Верблюд (скала Двугорбая). 

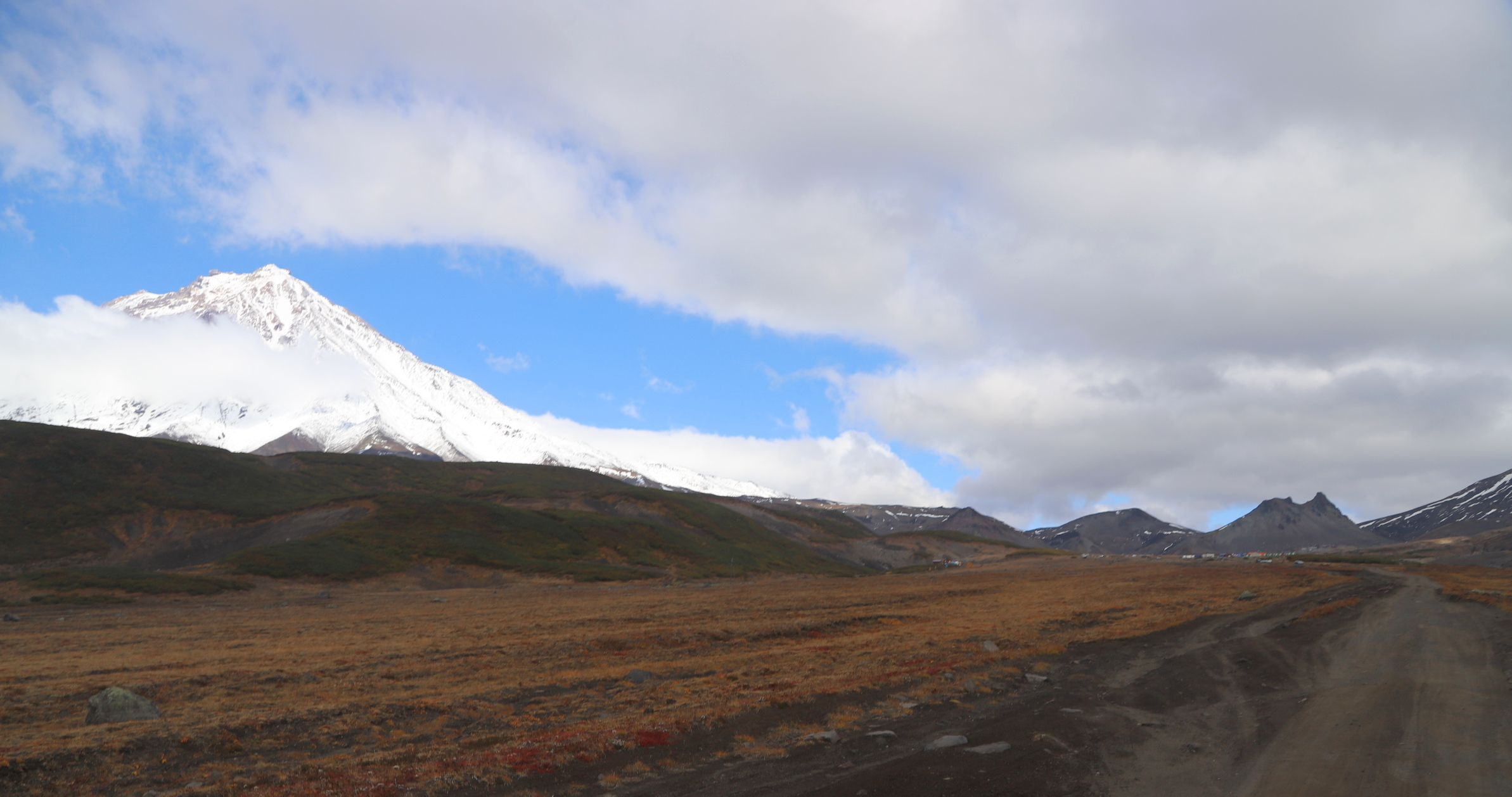
Корякская сопка и экструзия Верблюд
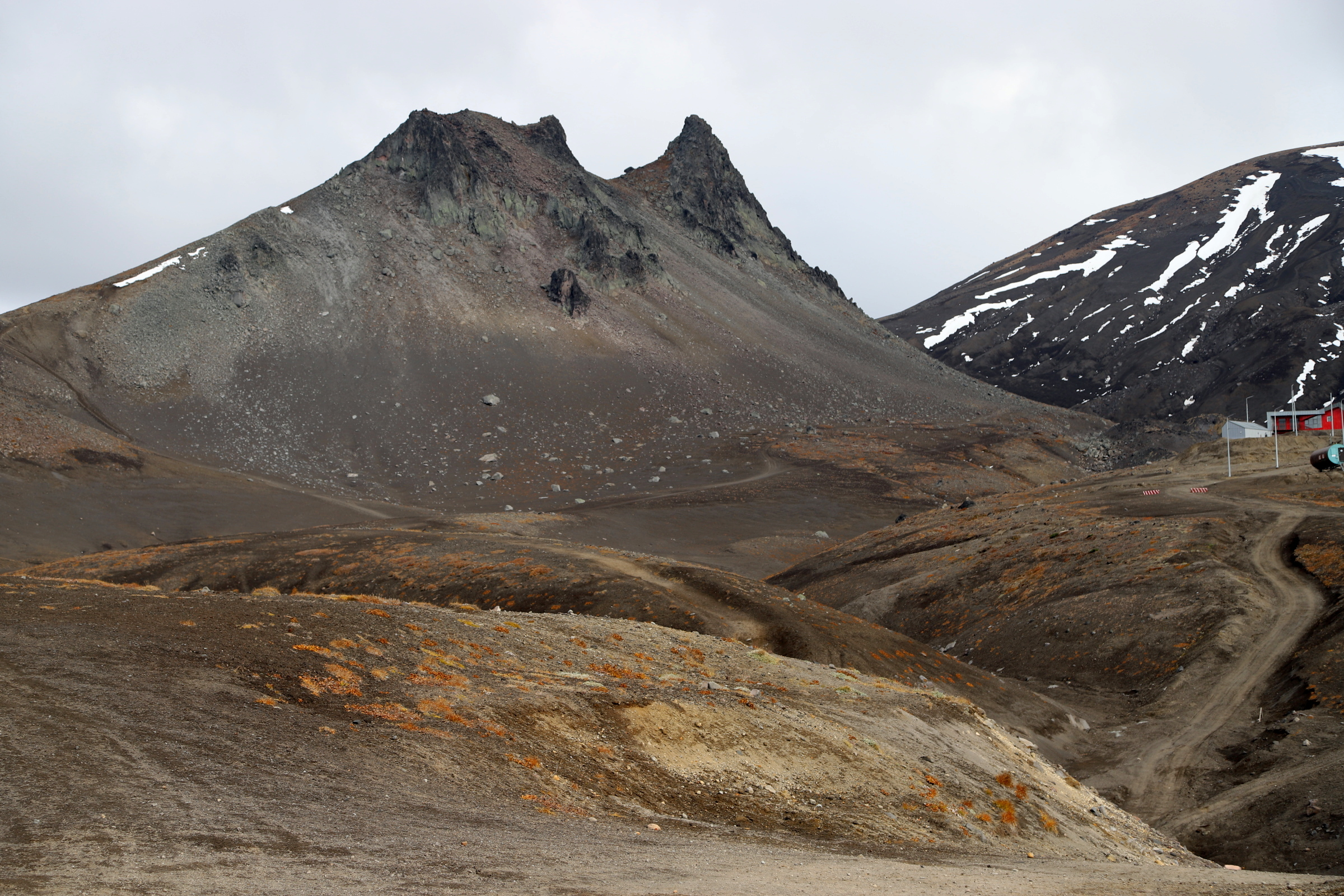
Экструзия Верблюд

## Восхождение на вулкан

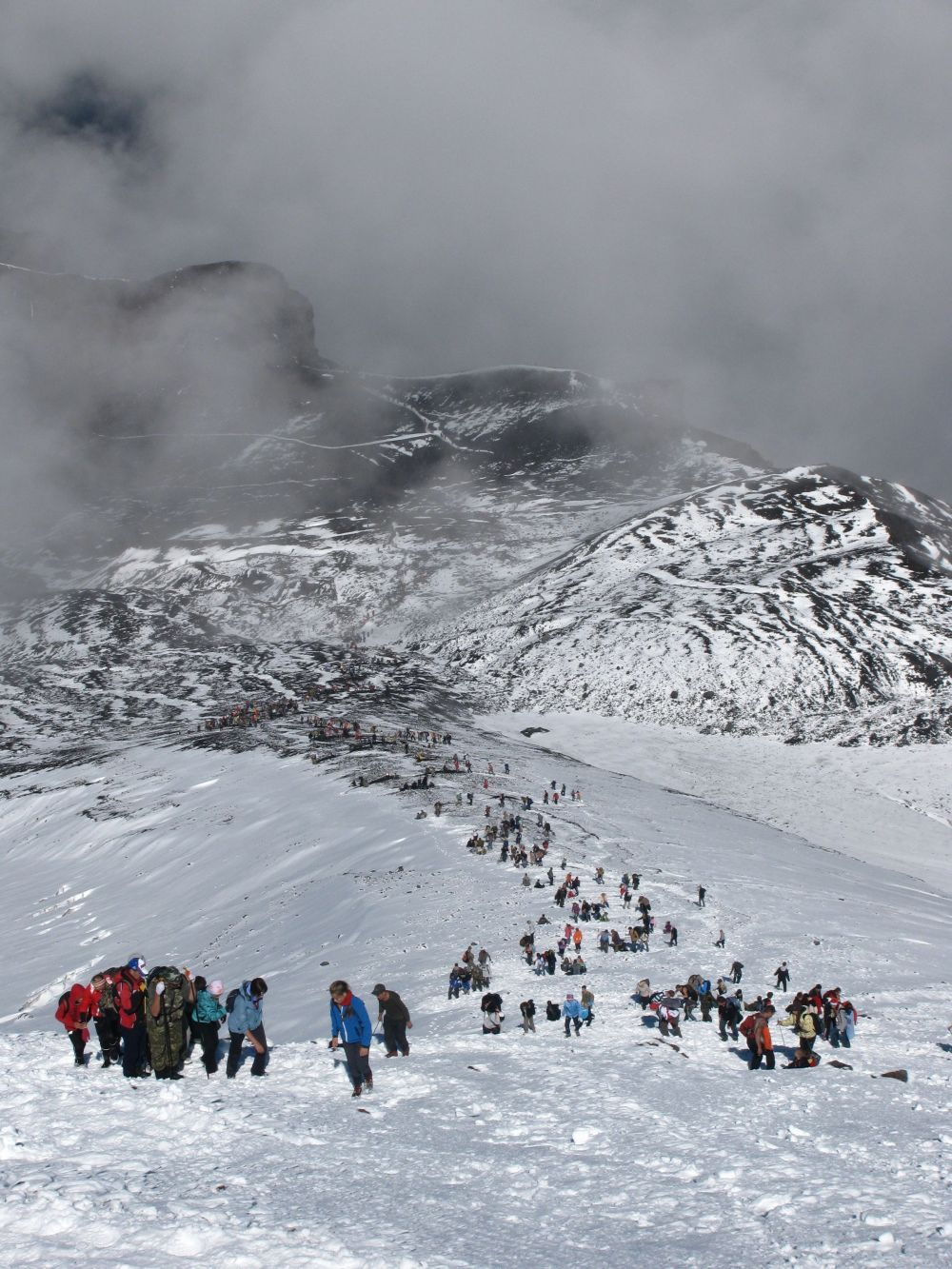
Массовое восхождение на Авачинскую сопку

Авачинская сопка — один из наиболее часто посещаемых вулканов на Камчатке. Это обусловлено относительной доступностью вулкана, его близким расположением к столице Камчатского края — Петропавловску-Камчатскому и несложностью подъёма. На вершину вулкана проложена тропа, среднее время подъёма на вулкан составляет от 6 до 8 часов. В летнее время для восхождения не требуется специальная подготовка или снаряжение.
История задокументированных восхождений на Авачинский вулкан начинается в XVIII веке, однако массовый характер восхождения начали приобретать только начиная с 90-х годов двадцатого века. В настоящее время проводится ежегодное массовое восхождение на вулкан, в котором принимают участие тысячи туристов. Ниже перечислены некоторые исторические факты, касающиеся восхождений на Авачинский вулкан.
- В 1787 году взойти на вершину вулкана попытались участники кругосветной экспедиции Лаперуза: Бернизэ, Монже и Рисевер.
- 2 [14] июля 1824 года первое успешное восхождение на Авачинскую сопку совершила группа участников третьего кругосветного плавания русского мореплавателя О. Е. Коцебу на шлюпе «Предприятие»: врач Генрих Зивальд, геолог Эрнст Гофман и физик Эмилий Ленц. Группа обследовала кратер вулкана и принесла на судно несколько образцов кристаллической серы[15][16].

### Кинематограф
- Документальный фильм «Авачинский вулкан», 1979 год, режиссёр В. Шишков.

## См.также
- Список вулканов России
- Вулканы Камчатки